# Kanton Saint-Dié-des-Vosges-Est
Der Kanton Saint-Dié-des-Vosges-Est war von 1982 bis 2015 ein französischer Wahlkreis im Arrondissement Saint-Dié-des-Vosges, im Département Vosges und in der Region Lothringen; sein Hauptort war Saint-Dié-des-Vosges.

## Lage
Der Kanton lag im Nordosten des Départements Vosges. 

Lage des Kantons Saint-Dié-des-Vosges-Est innerhalb des Arrondissements Saint-Dié-des-Vosges
Lage des Kantons Saint-Dié-des-Vosges-Est innerhalb des Départements Vosges

## Gemeinden
Der Kanton bestand aus 15 Gemeinden und einem Teil der Stadt Saint-Dié-des-Vosges (angegeben ist die Gesamtfläche und Gesamteinwohnerzahl der Stadt; im Kanton lebten 9.299 Einwohner der Stadt):
| Gemeinde             | Einwohner Jahr | Fläche km² | Bevölkerungsdichte | Code INSEE | Postleitzahl |
| -------------------- | -------------- | ---------- | ------------------ | ---------- | ------------ |
| Ban-de-Laveline      | 1.293 (2013)   | 26,45      | 49 Einw./km²       | 88032      | 88520        |
| Bertrimoutier        | 316 (2013)     | 3,72       | 85 Einw./km²       | 88054      | 88520        |
| Coinches             | 348 (2013)     | 5,69       | 61 Einw./km²       | 88111      | 88100        |
| Combrimont           | 154 (2013)     | 5,21       | 30 Einw./km²       | 88113      | 88490        |
| Frapelle             | 211 (2013)     | 4,55       | 46 Einw./km²       | 88182      | 88490        |
| Gemaingoutte         | 127 (2013)     | 3,9        | 33 Einw./km²       | 88193      | 88520        |
| Lesseux              | 179 (2013)     | 2,94       | 61 Einw./km²       | 88268      | 88490        |
| Nayemont-les-Fosses  | 857 (2013)     | 8,91       | 96 Einw./km²       | 88320      | 88100        |
| Neuvillers-sur-Fave  | 345 (2013)     | 5,12       | 67 Einw./km²       | 88326      | 88100        |
| Pair-et-Grandrupt    | 562 (2013)     | 4,58       | 123 Einw./km²      | 88341      | 88100        |
| Raves                | 450 (2013)     | 4,02       | 112 Einw./km²      | 88375      | 88520        |
| Remomeix             | 465 (2013)     | 4,73       | 98 Einw./km²       | 88386      | 88100        |
| Saint-Dié-des-Vosges | 20.471 (2013)  | 46,15      | 444 Einw./km²      | 88413      | 88100        |
| Sainte-Marguerite    | 2.386 (2013)   | 5,55       | 430 Einw./km²      | 88424      | 88100        |
| Saulcy-sur-Meurthe   | 2.342 (2013)   | 16,37      | 143 Einw./km²      | 88445      | 88580        |
| Wisembach            | 406 (2013)     | 11,3       | 36 Einw./km²       | 88526      | 88520        |

## Bevölkerungsentwicklung
| 1990   | 1999   | 2006   | 2012   |
| ------ | ------ | ------ | ------ |
| 19.096 | 19.390 | 19.204 | 19.795 |